# 内田聖子
内田 聖子（うちだ せいこ、1943年 - ）は、日本の小説家・ノンフィクション作家。日本農民文学会、日本ペンクラブ、各会員。谷川雁研究会会員。

## 経歴
福島県原町市（現：南相馬市原町区）出身。1966年、早稲田大学教育学部を卒業。1971年から1979年まで、ラボ教育センターのテューターとして子どもとの言語活動を行い、谷川雁と知り合う。1980年、ベターホーム協会会員、日本児童文芸家協会会員。
50歳を目前に小説家デビュー。『駆けろ鉄兵・田鶴記』で1994年に第37回農民文学賞、『紫蘇むらさきの』で第7回長塚節文学賞を受賞。2006年、「ウミホタル」で第10回海洋文学大賞・海洋文学賞部門佳作。

## 著書
- 故郷・鮭とでん粉の村 - オリジン出版センター 1992
- 駆けろ鉄兵・田鶴記 - オリジン出版センター 1993
- ぢなし隧道 - オリジン出版センター 1995
- 谷川雁のめがね - 山人舎 1998
- 雀百まで悪女に候 : 女性解放運動の先駆者・福田英子の生涯 - 健友館 2003
- 一葉の歯ぎしり晶子のおねしょ : 樋口一葉・与謝野晶子にみる幸せのかたち - 新風舎 2006（新風舎文庫）
- 清少納言紫式部王朝イヌ派女vsネコ派女 - 日本文学館 2008
- あなたのようないい女 : 明治編 - 日本文学館 2010
- 谷川雁のめがね - 日本文学館 2011
- 清水紫琴 : 幻の女流作家がいた - 日本文学館 2013
- 森崎和江 - 言視舎 2015（言視舎評伝選）